# Dzikowicze Wielkie
Dzikowicze Wielkie (biał. Вялікія Дзіковічы; ros. Большие Диковичи) – wieś na Białorusi, w obwodzie brzeskim, w rejonie pińskim, w sielsowiecie Chojno, nad Prypecią.
W dwudziestoleciu międzywojennym leżały w Polsce, w województwie poleskim, w powiecie pińskim, w gminie Chojno. Po II wojnie światowej w granicach Związku Sowieckiego. Od 1991 w niepodległej Białorusi.